# Kappa Volantis
Kappa Volantis (κ Volantis, förkortat Kappa  Vol, κ Vol) som är stjärnans Bayerbeteckning, är en trippelstjärna belägen i den västra delen av stjärnbilden Flygfisken. Primärstjärnan Kappa1 Volantis har en skenbar magnitud på 5,37 och är svagt synlig för blotta ögat där ljusföroreningar ej förekommer. Baserat på parallaxmätning inom Hipparcosuppdraget på ca 7,5 mas, beräknas den befinna sig på ett avstånd på ca 430 ljusår (ca 133 parsek) från solen.

## Egenskaper
Kappa1 Volantis är en blå till vit stjärna av spektralklass B9 III/IV och visar egenskaper för både en jättestjärna och en underjättestjärna. Den utsänder från dess fotosfär ca 129 gånger mera energi än solen vid en effektiv temperatur på ca 9 880 K.
Följeslagaren Kappa2 Volantis, separerad med 65 bågsekunder, är en vit underjättestjärna med skenbar magnitud på 5,65, som placerar sig mellan spektralklass B och A. Systemets tredje komponent, Kappa Volantis C, är en stjärna av magnitud +8,5 separerad med 37,7 bågsekunder från Kappa2 Volantis. 